# Пирвенець (Пловдивська область)
Пирвене́ць (болг. Първенец) — село в Пловдивській області Болгарії. Входить до складу общини Родопи.

## Населення
За даними перепису населення 2011 року у селі проживали 3652 особи.
Національний склад населення села:
| Національність   | Кількість осіб | Відсоток |
| ---------------- | -------------- | -------- |
| болгари          | 2629           | 98,7%    |
| турки            | 23             | 0,9%     |
| цигани           | 0              | 0%       |
| інша             | 8              | 0,3%     |
| не визначились   | 4              | 0,2%     |
| Всього відповіли | 2664           |          |

Розподіл населення за віком у 2011 році:
Динаміка населення: